# Gheorghe Bengescu
Gheorghe Bengescu (n. 30 august 1848, Craiova, Țara Românească – d. 23 august 1922, Câmpulung, Muscel, România) a fost un diplomat, istoric și publicist de limbă română și franceză, membru titular al Academiei Române. S-a semnat uneori cu George Bengescu sau Georges Bengesco.

## Activitatea
A cunoscut bine lumea politică și literară a timpului său. Se înrudea cu Titu Maiorescu și Iacob Negruzzi prin Zoe - sora Mariei Negruzzi -, căsătorită cu Achile Bengescu, fratele său. De asemenea, era prieten apropiat cu Vasile Alecsandri. În 1899 publică la Bruxelles volumul Câteva suvenire ale carieri mele. Ion Ghica, V. Alecsandri, Alexandru Lahovari (semnat George Bengescu, V-371 p.).
Din 1872 a desfășurat o intensă activitate diplomatică, funcționând la mai multe legații ale României în străinătate, printre care cele din Belgia, Olanda și Franța (numit prim secretar al Legației din Paris, odată cu venirea lui Vasile Alecsandri ca ministru plenipotențiar al României în Franța, în 1885). A fost delegat (ministru plenipotențiar) al României pe lângă Comisia Europeană a Dunării.
Este cunoscut în lumea literară francofonă ca un specialist în Voltaire (studii, bibliografii, ediții).
A publicat studii sau cărți pe diverse teme istorice sau politice, între care unele au rămas ca referințe:
- Bibliographie franco-roumaine du XIXe siècle (Bruxelles, 1895)
- Essai d'une notice bibliographique sur la question d'Orient. Orient européen, 1821-1897 (Bruxelles, 1897)
- Bibliographie franco-roumaine depuis le commencement du XIXe siècle jusqu'à nos jours [2e édition augmentée d'une préface, d'un supplément, 1895-1906 et d'un index alphabétique.] (Paris, 1907)
- Une famille de Boyards lettrés roumains au XIXe siècle. Les Golesco [par Georges Bengesco, membre de l'Académie roumaine, lauréat de l'Académie française, ministre plénipotentiaire en retraite. Avec 11 portraits] (Pqris, 1921)
- Despre activitatea literară a unor membri ai familiei Golescu în cursul secolului al XIX-lea [discurs de Gheorghe Bengescu, cu răspuns de N. Iorga] (București, Cultura națională, 1923)